# El viaje a ninguna parte (álbum)
El Viaje a Ninguna Parte es el cuarto álbum de estudio de Enrique Bunbury grabado de 2003 a 2004 en los estudios Music Lan de Figueres (Gerona). Está grabado en dos discos de 10 canciones cada uno. En este álbum se muestra el lado más viajero de Bunbury.
Es un disco totalmente conceptual, relata las breves historias vividas por Enrique en un viaje por Centroamérica, antes y durante la grabación del álbum. Obviamente, estas pequeñas vivencias fueron magnificadas y metaforizadas por el artista zaragozano, hasta el punto de ser himnos sentimentales para sus seguidores y verdades enseñadas.
En el viaje a ninguna parte, Bunbury deja atrás las excéntricas cantidades de mezclas de sus trabajos predecesores y se adentra a sonoridades distintas, pintorescas, étnicas y poco exploradas, pero siempre con el inigualable sonido "bunburezco".
El viaje a ninguna parte, ha sido reconocido como una de las mejores entregas del Músico Español,[cita requerida] conteniendo pasajes de verdadera melancolía y nostalgia desgarradora, la tristeza evidente de Enrique se asoma en casi todas las canciones, la amistad y la buena voluntad son otros tópicos de las letras del álbum. 
Bunbury pone en la mesa la melancolía, la tristeza, la rabia y las verdades aprendidas del desenlace de una historia de amor huracanado, sin negar las buenas voluntades que quedan y aquellas cosas que habrá que rescatarse, como los amigos. 
El disco muestra a El Huracán Ambulante (Banda de Enrique Bunbury de 1999 a 2005) en su mejor momento, explotando su talento hacia horizontes inhóspitos y bastante agradables, ofreciendo  un telar de posibilidades sonoras inagotable y siempre oportuna.

## Lista de canciones
Todos los temas compuestos por Enrique Bunbury, excepto donde se indica.
| CD 1  |                                                        |                                |          |  |
| N.º   | Título                                                 | Escritor(es)                   | Duración |  |
| 1.    | «Que tengas suertecita»                                |                                | 4:22     |  |
| 2.    | «Los restos del naufragio»                             |                                | 3:26     |  |
| 3.    | «El rescate» (con Olvido Lanza Cuarteto)               |                                | 4:24     |  |
| 4.    | «Que no sepa tu mano izquierda lo que hace la derecha» |                                | 2:51     |  |
| 5.    | «Carmen Jones»                                         |                                | 4:58     |  |
| 6.    | «Lo que queda por vivir»                               |                                | 2:55     |  |
| 7.    | «La chica triste que te hacía reír»                    |                                | 5:06     |  |
| 8.    | «Anidando liendres»                                    | Enrique Bunbury Copi Corellano | 3:48     |  |
| 9.    | «No me llames cariño»                                  |                                | 5:37     |  |
| 10.   | «Adiós compañeros, adiós»                              |                                | 4:24     |  |
| 41:51 |                                                        |                                |          |  |

| CD 2  |                            |                |          |  |
| N.º   | Título                     | Escritor(es)   | Duración |  |
| 1.    | «El anzuelo»               |                | 5:17     |  |
| 2.    | «Una canción triste»       |                | 3:00     |  |
| 3.    | «En la pulpería de Lucita» |                | 4:44     |  |
| 4.    | «Por un malnacido»         |                | 3:35     |  |
| 5.    | «Voces de tango»           | Mauricio Aznar | 3:30     |  |
| 6.    | «Palo de mayo»             |                | 4:14     |  |
| 7.    | «Trinidad»                 |                | 3:31     |  |
| 8.    | «La señorita hermafrodita» |                | 4:16     |  |
| 9.    | «El aragonés errante»      |                | 3:25     |  |
| 10.   | «Canto... el mismo dolor»  |                | 4:21     |  |
| 39:53 |                            |                |          |  |

## Videoclips
| N.º | Videoclip                  | Año de publicación |
| --- | -------------------------- | ------------------ |
| 1.  | "Que Tengas Suertecita"    | 2004               |
| 2.  | "Los Restos del Naufragio" | 2004               |
| 3.  | "El Rescate"               | 2004               |
| 4.  | "Canto (El mismo dolor)"   | 2004               |
| 5.  | "Una Canción Triste"       | 2005               |